# Mihail Sadoveanu
Mihail Sadoveanu, född 1880, död 1961, var en rumänsk författare.
Sadoveanu anses vara en av Rumäniens främsta prosaister med skildringar av Moldaviens historia i realistiska romaner.